# Raúl de Tomás
Raúl de Tomás Gómez (* 17. Oktober 1994 in Madrid) ist ein spanischer Fußballspieler auf der Position eines Stürmers, der seit September 2022 bei Rayo Vallecano unter Vertrag steht.

## Vereinskarriere

### Im Verein
Raúl de Tomás wurde als Sohn einer dominikanischen Mutter und eines spanischen Vaters am 17. Oktober 1994 in Madrid geboren und begann beim Madrider Nachwuchsklub CD San Roque EFF seine Laufbahn. Mit neun Jahren wechselte er in die Juniorenakademie von Real Madrid, wo er von der U-12 bis zur A-Jugend sämtliche Mannschaften durchlief. Bei letzteren beendete er die Saison 2011/12 als bester Torschütze mit insgesamt 31 Treffern.
Im Sommer 2012 wurde Raúl de Tomás in den Kader der Zweitmannschaft Real Madrid Castilla übernommen, mit der er am 17. August gegen den FC Villarreal sein Debüt in der Segunda División gab. Am 29. Oktober 2014 debütierte de Tomás in der ersten Mannschaft, als er beim 4:1-Sieg gegen UE Cornellà in der Copa del Rey in der 76. Spielminute für Karim Benzema eingewechselt wurde.
Ende August 2015 wechselte de Tomás auf Leihbasis bis zum Ende der Saison 2015/16 zum Zweitligisten FC Córdoba. Dort erzielte er in 24 Ligaspielen sechs Treffer.
Im Sommer 2016 kehrte de Tomás zunächst nach Madrid zurück, wechselte am 31. August 2016 jedoch bis zum Ende der Saison 2016/17 auf Leihbasis zu Real Valladolid. Für Real Valladolid erzielte de Tomás in der Segunda División in 36 Einsätzen 14 Treffer.
Auch im Sommer 2017 kehrte de Tomás zunächst nach Madrid zurück. Am 1. September 2017 wechselte er bis zum Ende der Saison 2017/18 auf Leihbasis zu Rayo Vallecano. Dort erzielte er in 32 Einsätzen 24 Tore, womit er zweitbester Torschütze wurde und maßgeblich zur Meisterschaft und zum Aufstieg in die Primera División beitrug. Nach einem auf Ostarin positiven Dopingtest im Oktober 2017 wurde er für einen Monat gesperrt.
Zur Saison 2018/19 kehrte de Tomás zunächst zu Real Madrid zurück. Er verlängerte seinen Vertrag bis zum 30. Juni 2023 und rückte fest in die erste Mannschaft auf. Am 24. August 2018 kehrte er jedoch auf Leihbasis bis zum Saisonende zu Rayo Vallecano zurück. Nach 33 absolvierten Ligapartien und 14 -toren rangierte er mit dem Team in der Spielzeit 2018/19 auf dem 20. und damit letzten Tabellenplatz und stieg mit der Mannschaft in die Segunda División ab.
Nach seiner Rückkehr nach Madrid wurde am 3. Juli 2019 sein Wechsel für eine kolportierte Ablösesumme von 20 Millionen Euro zum amtierenden portugiesischen Meister Benfica Lissabon bekanntgegeben.

### In der Nationalmannschaft
Raúl de Tomás bestritt mit seinem Land die Qualifikation zur U-17-Europameisterschaft 2011, wo man jedoch in der Eliterunde an England scheiterte. Mit der U-18 gewann er 2012 die Copa del Atlántico, ein jährlich im Winter stattfindendes internationales Turnier. Am 29. Februar 2012 feierte der damals 17-Jährige in einem Freundschaftsspiel gegen Frankreich sein Debüt in der U-19-Nationalmannschaft.

## Erfolge
- Meister der Segunda División und Aufstieg in die Primera División: 2018 (mit Rayo Vallecano)
- Portugiesischer Supercupsieger: 2019
- UEFA-Nations-League-Sieger: 2023